# Задорожный, Василий Никифорович
Васи́лий Ники́форович Задоро́жный (5 ноября 1947 года, с. Литовка, Сумская область) — ректор Сыктывкарского государственного университета с 1995 года по 6 ноября 2012 года.
Доктор экономических наук, профессор, заслуженный работник высшей школы РФ, почётный работник высшего профессионального образования РФ, заслуженный работник Республики Коми.
Лауреат государственной премии Республики Коми, награждён медалью Г. К. Жукова, орденами Дружбы и Почёта.